# Pattonomys occasius
Pattonomys occasius es una especie de roedor de la familia Echimyidae.

## Distribución geográfica
Se encuentra en las tierras  de baja altitud, de la selva tropical,  al este de los Andes en Ecuador y Perú. 